# ヒンメト
ヒンメト（アゼルバイジャン語: Himmət、「エネルギー」の意）とは、ロシア帝国末期のアゼルバイジャンで誕生した、イスラム世界最初の社会民主主義組織である。

## 歴史
1904年にバクーの青年活動家たちによって設立された。発足当時のメンバーにはロシア社会民主労働党に属していたメフメト・エミーン・ラスールザーデ（1913年に脱退）、スルタン・メジド・エフェンディエフ、ミル・ハサン・メフセモフ (az)、A・D・アフンドフ、マンメト・ハサン・ハジンスキー、アリョーシャ・ジャパリゼなどの人士が含まれていた。翌年にはロシア社会民主労働党員であるメシャジ・アジズベコフとナリマン・ナリマノフの両名が加わった。
1904年10月から翌年2月までの間、ヒンメトは組織と同名のアゼルバイジャン語新聞を非合法に6号発行した。1905年から1907年にかけてバクーの石油産業労働者連合のストライキを組織し、パンフレットも発行した。そのロシア第一革命の時代には組織を大幅に強化し、バクーのみならずアゼルバイジャン各地やダゲスタン、ザカスピ州まで勢力を拡大し、エリザヴェトポリ、ジュルファ、ナヒチェヴァン、シャマヒ、シュシャにも支部を持った。とりわけチフリス支部は100人を超す人員を擁し、1905年末まで様々な活動を行った。1906年から翌年まではアルメニアの社会民主労働党党支部と共同で『アピール』(Dəvəti-qoç) 紙を発行し、『進歩』(Təkamül) や『友』(Yoldaş) といったアゼルバイジャン語の党機関紙も発行した。しかし、1907年半ばに帝国政府から激しい弾圧を受け、ヒンメトはその急速な拡大と同じほど急速に支持者を失っていった。指導層の逮捕やイランへの逃亡が相次ぎ、同年末までにヒンメトは壊滅した。
1917年に二月革命が起こると、ナリマノフとアジズベコフがヒンメトを再建し、バクーや他のアゼルバイジャン各地の都市にも支部が復活した。同年6月、新たな党委員会の委員長にナリマノフが選出され、機関紙『ヒンメト』も復活した。8月にサンクトペテルブルクで開かれた第6回大会で、ヒンメト左派はボリシェヴィキのバクー支部と合同することが決められた。
その後、1918年にアゼルバイジャン民主共和国が独立し、バクー・コミューンも崩壊すると、ヒンメト左派のうちボリシェヴィキはアストラハンへ逃亡し、一部は地下へ潜伏した。ヒンメト右派のうちメンシェヴィキは民主共和国議会で社会主義の派閥を形成した。
1920年2月11日、ボリシェヴィキのバクー支部は、在バクー・イラン人による社会民主主義組織「アダーラト」とともにアゼルバイジャン共産党へ吸収された。やがてアゼルバイジャンにソビエト権力が成立すると、共産党はその支配者となった。

## 評価
1918年にバクーでボリシェヴィキとムスリムの間に流血の争い（三月事件）が発生した際、ヒンメトはミュサヴァト党を打倒してバクーで権力を握るために、バクー・コミューンやダシュナク党の民兵に加担して虐殺を行ったとする情報がある。だがその一方で、ヒンメトは虐殺に対して非常に批判的だったという見方も存在する。例えばエフェンディエフは次のように書いている。